# Moras
Moras település Franciaországban, Isère megyében. Lakosainak száma 523 fő (2022. január 1.). Moras Saint-Marcel-Bel-Accueil, Vénérieu, Veyssilieu, Villemoirieu, Dizimieu és Saint-Hilaire-de-Brens községekkel határos.

## Népesség
A település népességének változása:
| Lakosok száma | 167  | 359  | 339  | 457  | 497  | 503  | 511  | 525  | 523  | 523  |
|               | 1968 | 1982 | 1990 | 2006 | 2013 | 2015 | 2017 | 2019 | 2020 | 2022 |